# Bóng rổ tại Đại hội Thể thao châu Á 1986
Bóng rổ là một trong 26 bộ môn thể thao được tổ chức tại Đại hội Thể thao châu Á 1986 ở Seoul, Hàn Quốc. Cuộc thi được tổ chức từ 20 tháng 9 đến 5 tháng 10 năm 1986.

## Tổng kết huy chương

### Bảng huy chương
| 1    | Trung Quốc (CHN)  | 2 | 0 | 0 | 2 |
| 2    | Hàn Quốc (KOR)    | 0 | 2 | 0 | 2 |
| 3    | Philippines (PHI) | 0 | 0 | 1 | 1 |
| 3    | Nhật Bản (JPN)    | 0 | 0 | 1 | 1 |
| Tổng | Tổng              | 2 | 2 | 2 | 6 |

### Huy chương giành được
| Nội dung | Vàng             | Bạc            | Đồng              |
| -------- | ---------------- | -------------- | ----------------- |
| Nam      | Trung Quốc (CHN) | Hàn Quốc (KOR) | Philippines (PHI) |
| Nữ       | Trung Quốc (CHN) | Hàn Quốc (KOR) | Nhật Bản (JPN)    |

## Kết quả

### Nam

#### Vòng loại
| Đội         | Pld | W | L |
| ----------- | --- | - | - |
| Trung Quốc  | 7   | 7 | 0 |
| Hàn Quốc    | 7   | 6 | 1 |
| Philippines | 7   | 5 | 2 |
| Jordan      | 7   | 3 | 4 |
| Malaysia    | 7   | 3 | 4 |
| Nhật Bản    | 7   | 2 | 5 |
| Kuwait      | 7   | 2 | 5 |
| Hồng Kông   | 7   | 0 | 7 |

| 21 tháng 9 |  | Malaysia | 94–62 | Hồng Kông |  | Jamsil Gymnasium, Seoul |

| 21 tháng 9 |  | Hàn Quốc | 98–94 | Jordan |  | Jamsil Gymnasium, Seoul |

| 21 tháng 9 |  | Trung Quốc | 99–78 | Kuwait |  | Jamsil Gymnasium, Seoul |

| 21 tháng 9 |  | Philippines | 81–78 | Nhật Bản |  | Jamsil Gymnasium, Seoul |

| 23 tháng 9 |  | Jordan | 73–70 | Nhật Bản |  | Jamsil Gymnasium, Seoul |

| 23 tháng 9 |  | Philippines | 109–75 | Hồng Kông |  | Jamsil Gymnasium, Seoul |

| 24 tháng 9 |  | Kuwait | 89–45 | Hồng Kông |  | Jamsil Gymnasium, Seoul |

| 24 tháng 9 |  | Jordan | 81–79 | Malaysia |  | Jamsil Gymnasium, Seoul |

| 24 tháng 9 |  | Hàn Quốc | 106–81 | Nhật Bản |  | Jamsil Gymnasium, Seoul |

| 24 tháng 9 |  | Trung Quốc | 112–84 | Philippines |  | Jamsil Gymnasium, Seoul |

| 26 tháng 9 |  | Hàn Quốc | 95–68 | Kuwait |  | Jamsil Gymnasium, Seoul |

| 26 tháng 9 |  | Trung Quốc | 108–49 | Hồng Kông |  | Jamsil Gymnasium, Seoul |

| 27 tháng 9 |  | Malaysia | 93–80 | Nhật Bản |  | Jamsil Gymnasium, Seoul |

| 27 tháng 9 |  | Philippines | 90–74 | Kuwait |  | Jamsil Gymnasium, Seoul |

| 27 tháng 9 |  | Hàn Quốc | 110–52 | Hồng Kông |  | Jamsil Gymnasium, Seoul |

| 27 tháng 9 |  | Trung Quốc | 94–54 | Jordan |  | Jamsil Gymnasium, Seoul |

| 28 tháng 9 |  | Jordan | 97–62 | Hồng Kông |  | Jamsil Gymnasium, Seoul |

| 28 tháng 9 |  | Nhật Bản | 62–53 | Kuwait |  | Jamsil Gymnasium, Seoul |

| 28 tháng 9 |  | Trung Quốc | 108–60 | Malaysia |  | Jamsil Gymnasium, Seoul |

| 28 tháng 9 |  | Hàn Quốc | 103–102 | Philippines |  | Jamsil Gymnasium, Seoul |

| 30 tháng 9 |  | Kuwait | 75–67 | Jordan |  | Jamsil Gymnasium, Seoul |

| 30 tháng 9 |  | Hàn Quốc | 110–78 | Malaysia |  | Jamsil Gymnasium, Seoul |

| 1 tháng 10 |  | Trung Quốc | 97–62 | Nhật Bản |  | Jamsil Gymnasium, Seoul |

| 1 tháng 10 |  | Philippines | 84–68 | Malaysia |  | Jamsil Gymnasium, Seoul |

| 2 tháng 10 |  | Nhật Bản | 98–58 | Hồng Kông |  | Jamsil Gymnasium, Seoul |

| 2 tháng 10 |  | Philippines | 83–81 | Jordan |  | Jamsil Gymnasium, Seoul |

| 3 tháng 10 |  | Malaysia | 72–64 | Kuwait |  | Jamsil Gymnasium, Seoul |

| 3 tháng 10 |  | Trung Quốc | 77–74 | Hàn Quốc |  | Jamsil Gymnasium, Seoul |

#### Vòng loại cuối
| Hạng | Đội         |
| ---- | ----------- |
|      | Trung Quốc  |
|      | Hàn Quốc    |
|      | Philippines |
| 4    | Jordan      |
| 5    | Malaysia    |
| 6    | Nhật Bản    |
| 7    | Kuwait      |
| 8    | Hồng Kông   |

### Nữ

#### Vòng loại
| Đội        | Pld | W | L |
| ---------- | --- | - | - |
| Trung Quốc | 3   | 3 | 0 |
| Hàn Quốc   | 3   | 2 | 1 |
| Nhật Bản   | 3   | 1 | 2 |
| Malaysia   | 3   | 0 | 3 |

| 23 tháng 9 |  | Trung Quốc | 107–38 | Malaysia |  | Jamsil Gymnasium, Seoul |

| 26 tháng 9 |  | Hàn Quốc | 76–62 | Nhật Bản |  | Jamsil Gymnasium, Seoul |

| 30 tháng 9 |  | Trung Quốc | 88–68 | Nhật Bản |  | Jamsil Gymnasium, Seoul |

| 30 tháng 9 |  | Hàn Quốc | 116–31 | Malaysia |  | Jamsil Gymnasium, Seoul |

| 1 tháng 10 |  | Nhật Bản | 93–43 | Malaysia |  | Jamsil Gymnasium, Seoul |

| 2 tháng 10 |  | Trung Quốc | 78–64 | Hàn Quốc |  | Jamsil Gymnasium, Seoul |

#### Kết quả cuối
| Hạng | Đội        |
| ---- | ---------- |
|      | Trung Quốc |
|      | Hàn Quốc   |
|      | Nhật Bản   |
| 4    | Malaysia   |